# Heteronyx rhinocerus
Heteronyx rhinocerus är en skalbaggsart som beskrevs av Blackburn 1892. Heteronyx rhinocerus ingår i släktet Heteronyx och familjen Melolonthidae. Inga underarter finns listade i Catalogue of Life.